# Dahod
Dahod est une ville indienne située dans le district de Dahod dans l’État du Gujarat. En 2001, sa population était de 79 185 habitants.

## Source de la traduction
- (en) Cet article est partiellement ou en totalité issu de l’article de Wikipédia en anglais intitulé « Dahod » (voir la liste des auteurs).